# Pseudoclanis canui
Pseudoclanis canui là một loài bướm đêm thuộc họ Sphingidae. Nó được tìm thấy ở São Tomé và Príncipe.